# Mittelberg
Mittelberg è un comune austriaco di 4 875 abitanti nel distretto di Bregenz, nel Vorarlberg. Sorge nella valle Kleinwalsertal attraversata dal torrente Breitach, che a Oberstdorf confluisce nell'Iller. La valle è raggiungibile solo dalla Germania: per questo motivo dal 1891 è stata compresa non nella zona doganale austriaca, ma in quella tedesca ("Deutsches Zollanschlussgebiet"); dopo l'adesione dell'Austria all'Unione europea (1995), questo status non è più applicato.